# República Dominicana en los Juegos Centroamericanos y del Caribe
República Dominicana participa en los Juegos Centroamericanos y del Caribe desde la quinta edición, realizada en Barranquilla en 1946.
El país está representado ante los Juegos Suramericanos por el Comité Olímpico Dominicano 
y fue sede de la décima segunda y décima quinta edición del evento deportivo en Santo Domingo 1974 y Santiago de los Caballeros 1986.

## Delegación
Para los XXI Juegos Centroamericanos y del Caribe, República Dominicana contó con una delegación de 491 deportistas que participaron en 38 disciplinas deportivas.

## Medallero histórico
| Año   | País                               | Sede                       | Posición | Oro | Plata | Bronce | Total |
| ----- | ---------------------------------- | -------------------------- | -------- | --- | ----- | ------ | ----- |
| 1926  | Bandera de México                  | Ciudad de México           | -        | -   | -     | -      | -     |
| 1930  | Bandera de Cuba                    | La Habana                  | -        | -   | -     | -      | -     |
| 1935  | Bandera de El Salvador             | San Salvador               | -        | -   | -     | -      | -     |
| 1938  | Bandera de Panamá                  | Ciudad de Panamá           | -        | -   | -     | -      | -     |
| 1946  | Bandera de Colombia                | Barranquilla               | 8/13     | 4   | 2     | 1      | 7     |
| 1950  | Bandera de Guatemala               | Ciudad de Guatemala        | -        | -   | -     | -      | -     |
| 1954  | Bandera de México                  | Ciudad de México           | 11/11    | 0   | 1     | 1      | 2     |
| 1959  | Bandera de Venezuela               | Caracas                    | -        | -   | -     | -      | -     |
| 1962  | Bandera de Jamaica                 | Kingston                   | 11/15    | 2   | 1     | 2      | 5     |
| 1966  | Bandera de Puerto Rico             | San Juan                   | 13/16    | 0   | 1     | 2      | 3     |
| 1970  | Bandera de Panamá                  | Ciudad de Panamá           | 12/15    | 0   | 2     | 1      | 3     |
| 1974  | Bandera de la República Dominicana | Santo Domingo              | 10/21    | 1   | 5     | 14     | 20    |
| 1978  | Bandera de Colombia                | Medellín                   | 7/19     | 3   | 8     | 16     | 27    |
| 1982  | Bandera de Cuba                    | La Habana                  | 5/21     | 4   | 8     | 22     | 34    |
| 1986  | Bandera de la República Dominicana | Santiago de los Caballeros | 7/20     | 9   | 34    | 27     | 70    |
| 1990  | Bandera de México                  | Ciudad de México           | 6/24     | 5   | 11    | 29     | 45    |
| 1993  | Bandera de Puerto Rico             | Ponce                      | 6/25     | 6   | 18    | 25     | 49    |
| 1998  | Bandera de Venezuela               | Maracaibo                  | 6/32     | 7   | 20    | 44     | 71    |
| 2002  | Bandera de El Salvador             | San Salvador               | 4/31     | 35  | 38    | 59     | 132   |
| 2006  | Bandera de Colombia                | Cartagena de Indias        | 6/32     | 22  | 31    | 44     | 97    |
| 2010  | Bandera de Puerto Rico             | Mayagüez                   | 5/28     | 31  | 37    | 65     | 133   |
| 2014  | Bandera de México                  | Veracruz                   | 5/26     | 20  | 34    | 23     | 77    |
| 2018  | Bandera de Colombia                | Barranquilla               | 5/37     | 25  | 29    | 53     | 107   |
| 2023  | Bandera de El Salvador             | San Salvador               | 5/29     | 25  | 36    | 50     | 111   |
| Total | Total                              |                            |          | 199 | 316   | 478    | 993   |

## Desempeño
República Dominicana ocupó el quinto lugar en la última edición de los Juegos Barranquilla 2018.

### XXI Juegos Centroamericanos y del Caribe Mayagüez 2010
Fuente:
Organización de los XXI Juegos Centroamericanos y del Caribe Mayagüez 2010. 
| Clasificación del País | Clasificación del Total | Deportista          | País                 | Disciplina    |   |   |   | Total |
| 1                      | 24                      | Ju Lin              | República Dominicana | Tenis de mesa | 3 | 1 | 0 | 4     |
| 2                      | 26                      | Sergio Piñero       | República Dominicana | Tiro          | 3 | 0 | 1 | 4     |
| 3                      | 29                      | Yuderquis Contreras | República Dominicana | Halterofilia  | 3 | 0 | 0 | 3     |
| 4                      | 69                      | Xue Wu              | República Dominicana | Tenis de mesa | 2 | 1 | 1 | 4     |
| 5                      | 95                      | José Miguel Estrada | República Dominicana | Bolos         | 2 | 0 | 0 | 2     |
| 5                      | 95                      | Rossy Félix         | República Dominicana | Esgrima       | 2 | 0 | 0 | 2     |
| 5                      | 95                      | Juan Vila           | República Dominicana | Tenis de mesa | 2 | 0 | 0 | 2     |
| 9                      | 174                     | Samuel Gálvez       | República Dominicana | Tenis de mesa | 1 | 1 | 0 | 2     |
| 9                      | 174                     | Emil Santos         | República Dominicana | Tenis de mesa | 1 | 1 | 0 | 2     |
| 9                      | 174                     | Henry Tejeda        | República Dominicana | Tiro          | 1 | 1 | 0 | 2     |